# 木星・冥王星重力効果
木星・冥王星重力効果（もくせい・めいおうせいじゅうりょくこうか、英語: Jovian–Plutonian gravitational effect）とは、木星と冥王星の影響を受けて、地球上で極短い時間に重力が小さくなると主張するエイプリルフールの嘘。1976年4月1日にイギリスのアマチュア天文家のパトリック・ムーアがBBC Radio 2で発表した。

## 背景

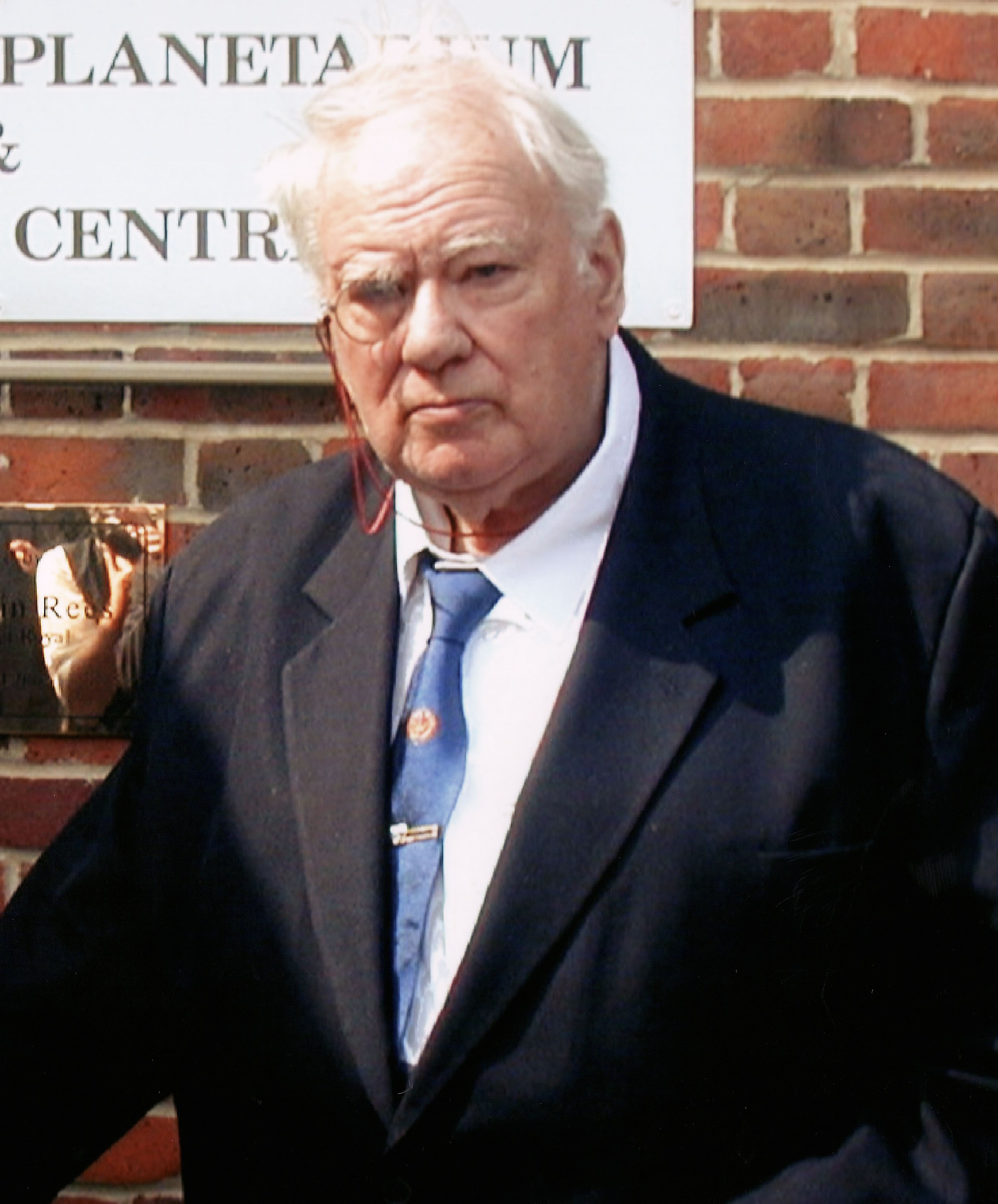
このエイプリルフールの嘘を仕掛けた天文学者パトリック・ムーア（2002年）

パトリック・ムーア（Patrick Moore, 1923年3月4日 - 2012年12月9日）はイギリスのテレビに出演していた天文学者の中で当時最古参で、公共放送における出演歴の長さに加えて、矢継ぎ早に繰り出すコメントや片眼鏡の着用など、数多くの風変わりな習慣で知られていた。イギリス空軍爆撃機軍団の戦時ナビゲーターを経て、1945年に王立天文学会フェローに選出され、BBCテレビジョンの番組「ザ・スカイ・アット・ナイト」のプレゼンターを1957年から死去するまで務めていた。1968年には大英帝国勲章オフィサーを受章している。このように、ムーアはイギリスにおいて尊敬できる天文学者として一般大衆から高い人気を得ていた。
木星の質量は太陽系にある他の惑星を合計した質量の2.5倍である。冥王星はとても小さい上太陽や地球からとても遠く、1930年まで発見されなかった。

## 1976年4月の出来事
1976年4月1日、ムーアはラジオリスナーに向けて、午前9時47分に天文イベントとして木星と冥王星の合が起こり、どの場所でも観測が期待できると解説、さらに冥王星が木星の後ろを通過した時に、2つの惑星が持つ重力の強力な組み合わせにより地球の重力が著しく減少し、もしリスナーがその正確な時間でジャンプしたら浮いている感覚を覚えるだろうと発言した。
その午前9時47分が過ぎて間もなく、BBCには重力が本当に減少するか確かめたというリスナーからの電話が100本以上も寄せられた。中には、ある女性からの「自分と11人の友達が座っていた時に、椅子から浮き上がり部屋中を穏やかに周回した」という報告まであった。

## その後の告白
しかし、この話は早い段階でエイプリルフールの嘘と明らかにされている。ムーアの発言は、1974年にJ・グリビンとS・プレージマンが出版した『The Jupiter Effect』（日本語訳『惑星直列 1982年 地球に大地震』平野正浩訳、金沢文庫、1975年）の主張を踏まえたものであった。この本は1982年に起こる惑星直列の影響で全世界を天変地異が襲う、と予言した内容で、学者からは根拠がない主張として一蹴されていたが、1976年の時点でもまだ一部で信じられていた。ムーアは惑星の配列で地球に影響が及ぶ、などという主張のばかばかしさを訴えるため、あえてこのエイプリルフールの発言を行ったのである。
後にガーディアン紙のマーティン・ウェインライトはさまざまなエイプリルフールの事件を取り上げた記事の中でこの事件に触れ、ムーアは「自身の信用度に裏打ちされた、熱烈な場の空気が加わった」重みのある発表を行うことが出来るため、悪戯を成功させるに相応しい「理想的なプレゼンター」だった、と執筆している。
1980年、ムーアは、1930年に冥王星を発見したクライド・トンボーと共に冥王星に関する書籍を出版した。

## 別の嘘への引用
2014年12月から2015年1月初頭にかけて「『2015年1月4日に、惑星直列の影響で地球上が短時間無重力になる』とNASAが発表した」という内容のニュースがインターネット上に流れた 。これはフェイクニュースに過ぎず、NASA公式Twitterのスクリーンショットを装った画像も偽造に過ぎなかったが、その中で「専門家による解説」として（実際には2012年に既に死去していたにも関わらず）ムーアが登場し、彼の1976年のエイプリルフールのジョークが日付だけを変えてそのまま引用された。